# Mikael Genberg

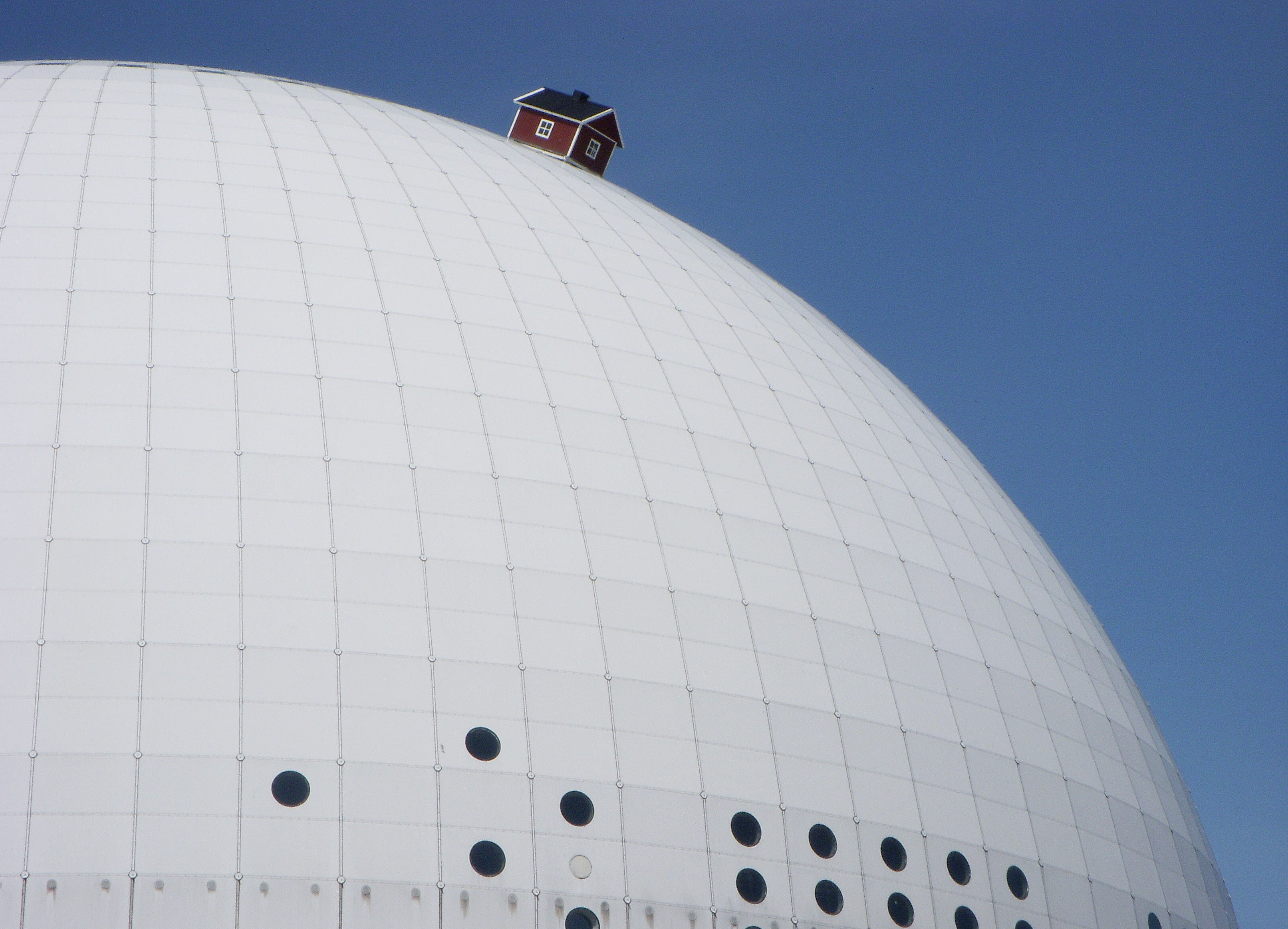
Röd stuga placerad på Globen i Stockholm, 2009

Lars Mikael Genberg, född 28 augusti 1963, är en svensk konstnär.
Mikael Genberg är känd för sina alternativa boendemiljöer. I dag finns Hotell Hackspett, 13 meter upp i högsta trädet i Vasaparken i Västerås, undervattenshotellet Hotell Utter Inn omkring en kilometer från Västerås färjkaj och Ooops Hotell, som flyter utanför Västra Holmen i Västerås skärgård.
Han har också genomfört ett konstprojekt med miniatyrstugan Moonhouse att placeras på månen. Den skickades iväg från Florida den 15 januari 2025. Månlandaren kraschade dock vid landningsförsöket den 5 juni 2025.
Som en del i projektet placerades en sådan råd stuga på utsidan av Globen den 26 maj 2009. Huset togs bort i november samma år.
År 2013 invigdes Mikael Genbergs projekt undervattenshotellet The Manta Underwater Room vid ön Pemba utanför Tanzanias kust. Liksom projektet med Hotell Utter Inn har detta hotell ett undervattensrum med glasväggar.
Genberg planerar att bygga ett glashotell som är tänkt att ligga i ett vattenfall i Brännebro i Småland. Hotellet kommer att ha plats för två personer. Hotellet går under arbetsnamnet Hotell forell och man siktade på att det skulle stå klart sommaren 2020. Byggnationen blev dock fördröjd och stoppades i mars 2023.

## Bildgalleri

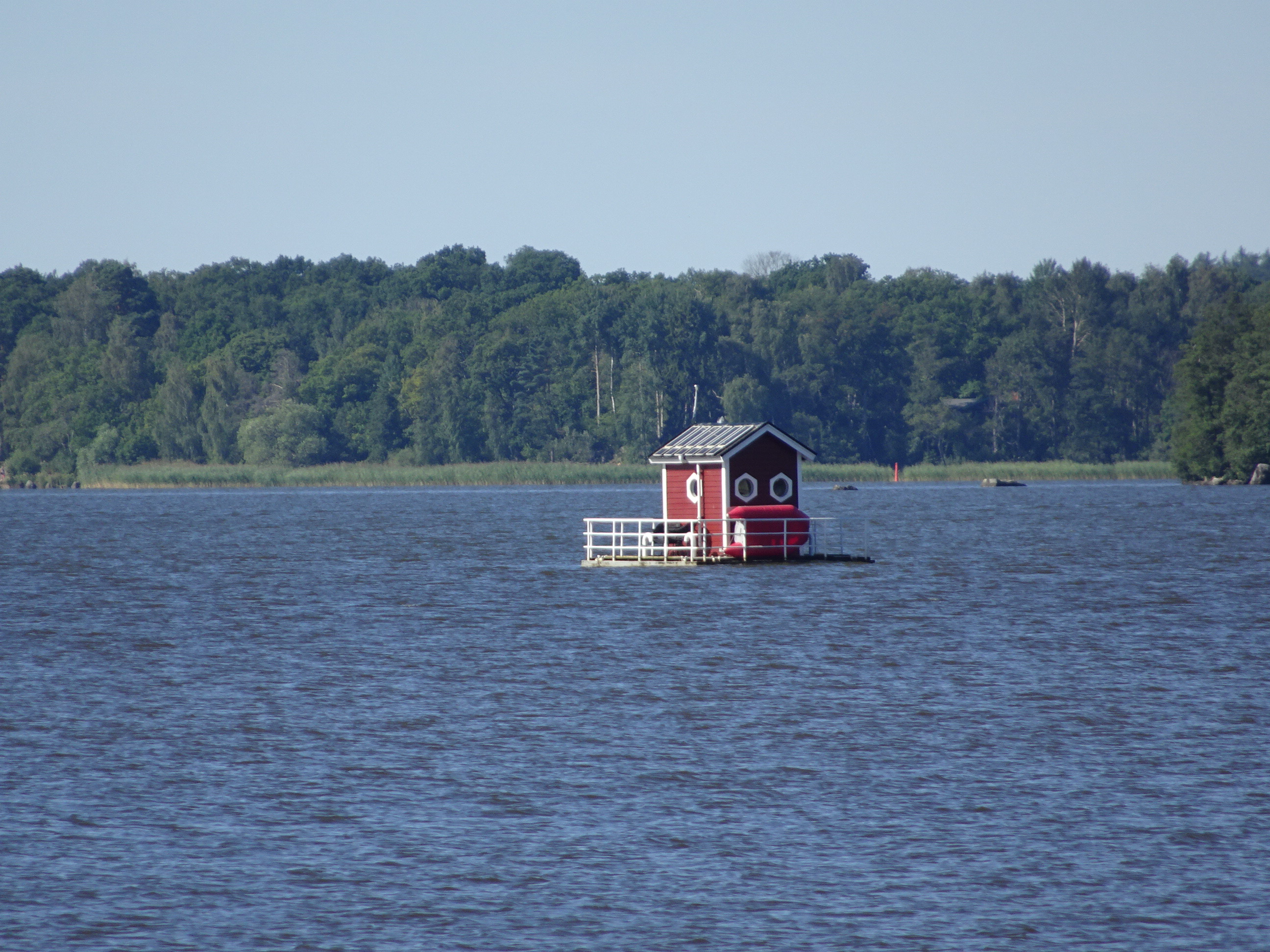
Utter Inn, flytande hotell för två i undervattensdelen
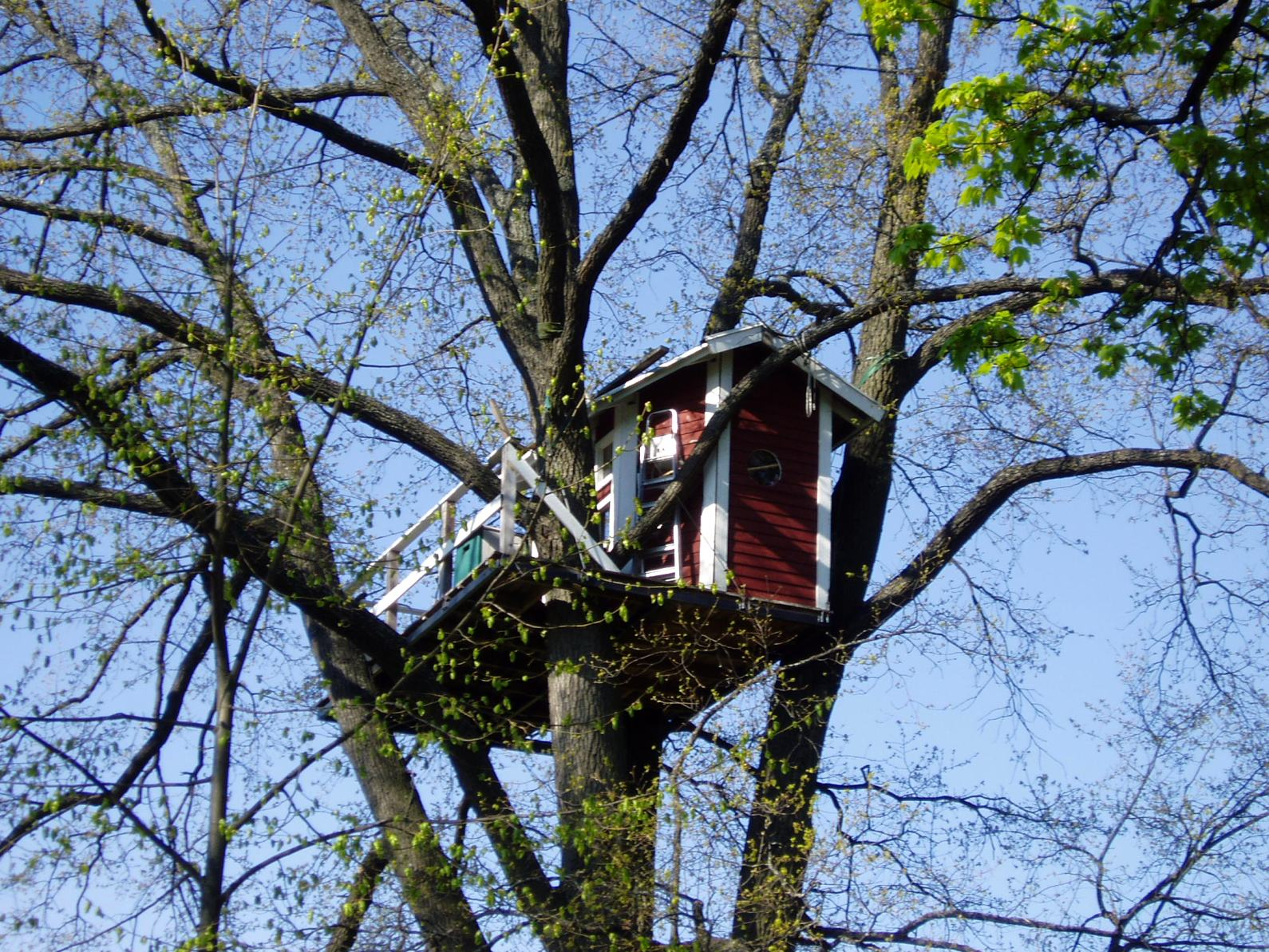
Hotell Hackspett i Västerås, Vasaparken
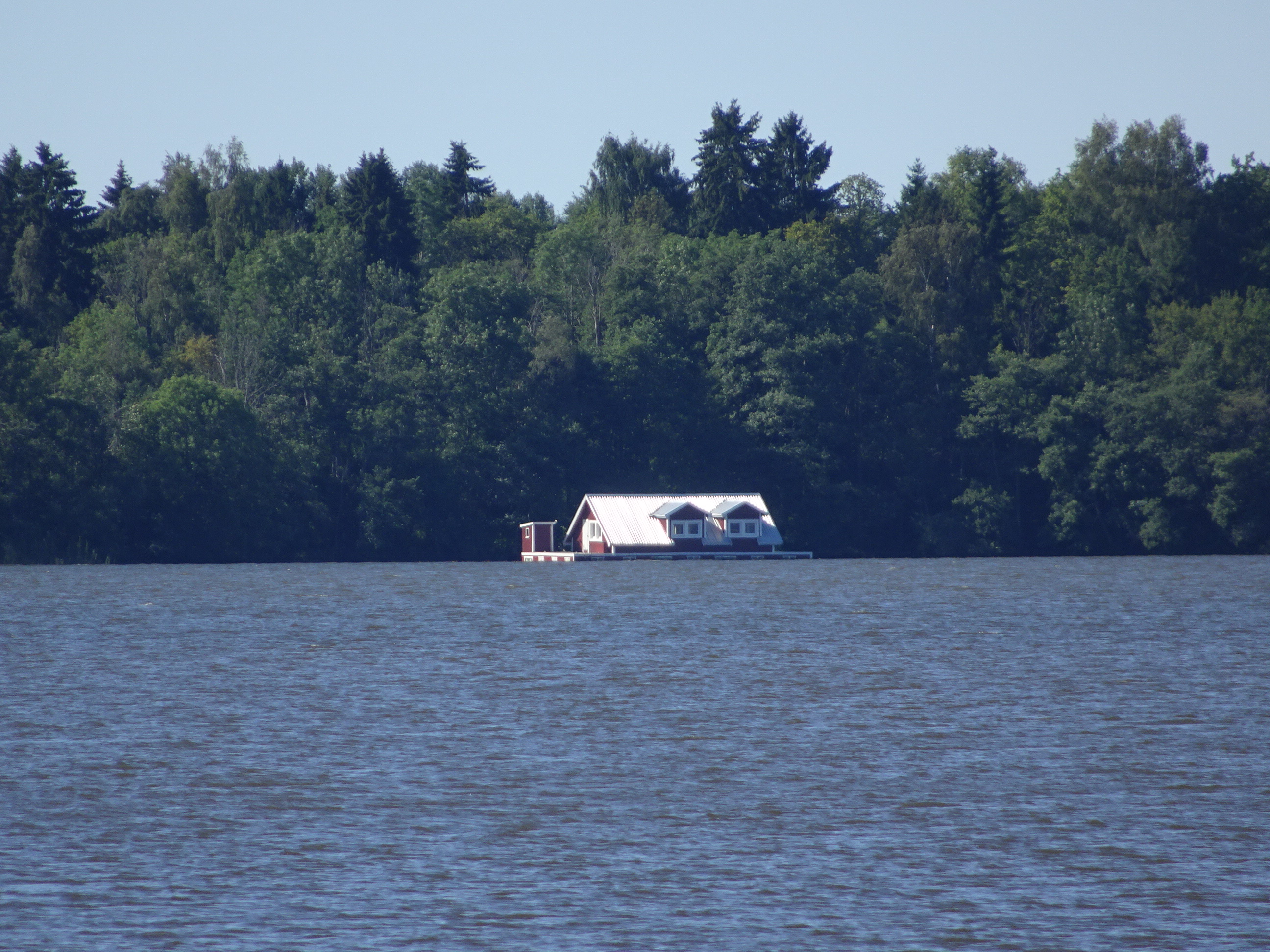
Oops hotell för evenemang nära Västerås